# Гемптон-Фоллс (Нью-Гемпшир)
Гемптон-Фоллс (англ. Hampton Falls) — місто (англ. town) в США, в окрузі Рокінґгем штату Нью-Гемпшир. Населення — 2403 особи (2020).

## Демографія
Згідно з переписом 2010 року, у місті мешкало 2236 осіб у 834 домогосподарствах у складі 629 родин. Було 900 помешкань
Расовий склад населення:
| - 97,8 % — білих - 0,8 % — азіатів - 0,4 % — чорних або афроамериканців |

До двох чи більше рас належало 0,8 %. Частка іспаномовних становила 0,6 % від усіх жителів.
За віковим діапазоном населення розподілялося таким чином: 24,3 % — особи молодші 18 років, 61,6 % — особи у віці 18—64 років, 14,1 % — особи у віці 65 років та старші. Медіана віку мешканця становила 45,2 року. На 100 осіб жіночої статі у місті припадало 100,7 чоловіків;  на 100 жінок у віці від 18 років та старших — 100,6 чоловіків також старших 18 років.
Середній дохід на одне домашнє господарство  становив 182 953 долари США (медіана — 129 531), а середній дохід на одну сім'ю — 186 932 долари (медіана — 138 000). Медіана доходів становила 81 538 доларів для чоловіків та 63 889 доларів для жінок. За межею бідності перебувало 5,8 % осіб, у тому числі 10,4 % дітей у віці до 18 років та 3,8 % осіб у віці 65 років та старших.
Цивільне працевлаштоване населення становило 1373 особи. Основні галузі зайнятості: освіта, охорона здоров'я та соціальна допомога — 22,4 %, роздрібна торгівля — 15,6 %, науковці, спеціалісти, менеджери — 14,3 %, фінанси, страхування та нерухомість — 14,1 %.